# 安達まどか
安達 まどか（あだち まどか、1993年7月16日 - ）は、日本の元AV女優。

## 略歴・人物
2013年にデビューした、ショートカットで小柄・貧乳のロリ系のAV女優。
2014年6月6日の公式ブログで、6月4日をもって所属事務所（マインズ）を退所したことを発表。

## 出演作品

### アダルトDVD
2013年
- 頭脳明晰 18歳 貧乳パイパン中出しデビュー（2月22日、First Star）
- Wハンド くすぐりSEXエステ（3月19日、コチョ）他出演:渡里麻穂、吉村安奈、吉川いと
- 毎朝通勤途中に見かける女子高生のパンチラが見えてヤリタイと思ったら、彼女もメコスジ濡れ濡れヤリタガール。（3月23日、SWITCH）他出演:天音こころ ほか
- 電気あんまする女（4月2日、ラハイナ東海）他出演:渡里麻穂、吉川いと、藤咲リオナ、河西ちなみ、希咲あや、長谷見一美、坂田もも、谷村みなみ、福元美砂恵、安達柚奈、仲間直緒、長谷川しずく ほか
- ドアノブ@舐めしゃぶる（4月19日、LABO）他出演:遠藤あいこ、吉川いと、藤咲リオナ、浅野唯、要里緒菜、栗原すみれ、長谷見一美、白井あずみ、坂田もも、希咲あや、安達柚奈 ほか
- 女子校生レズビアン 〜接吻〜（5月1日、ゑびすさん）他出演:渡里麻穂、椎名杏、祐花凛、田辺莉子、桃井早苗、松方ななこ、黒川めい、悠希りつ、琥珀うた、春日野結衣、浅見友紀、あいかわ優衣、栗田ちえり、友利ルナ、小日向ゆうこ
- 純真無毛レズビアン 04（6月19日、DOT）共演:長渕ゆり
- SUPER JUICY はまKURI栗 〜美少女戦士拷問哀歌〜 第八幕 絶体絶命!! 気高き美神 恥辱の爆淫悪戯に撃堕（7月25日、Baby Entertainment）
- イラマチオ オムニバス 白濁淫魔肉棒殺し Vol.3（8月13日、Baby Entertainment）他出演:朝桐光、早乙女らぶ、藤咲セイラ、河西あみ、北川いつき、野口まりや、白鳥ゆな、花柄ことり、宇佐美みひろ
- クラスで全く存在感のない僕の趣味は催眠術。憧れていた子がバカにしながらも催眠術に興味を示してきたのでかける事に!!すると思いのほか術にかかってしまい僕のいいなりに!!まさかと思いするハズもない命令をしてみると…（9月3日、DOC）他出演:乙葉ななせ、夏海ニコ、白城リサ
- 制服女子校生と中出し乱交（10月1日、ズッコン/バッコン）共演:湊莉久、彩城ゆりな、夢咲りぼん、白石はるか、吉川いと
- 変態公衆便所タンツボ肉便器女（10月3日、グローリークエスト）
- JK限定!!危険日直撃!200万円争奪! 生中出しじゃんけん大会! どっちの男がゴム付き?ゴム無しチ○ポを選んでしまったら孕んじゃう! 4（10月10日、michiru）共演:長谷川しずく、みなみ瀬奈、永井ゆりな、松井奈々
- 昨年度まで女子高だった高校に入学したら男子生徒は僕たった1人… 無理やり入れられた美術部で全裸でモデルをさせられる。（10月13日、カルマ）他出演:大桃りさ、愛代さやか、南のりか、中居ちはる、秋月夕奈 ほか
- 衝撃スクープ撮！両手骨折している若い入院患者の朝の検温時に朝立ちフル勃起チンポを目撃した年上お姉さん看護婦は興奮し欲情する。（10月13日、カルマ）他出演:秋月夕奈、愛代さやか、南のりか、大桃りさ、中居ちはる ほか
- おっぱい 揉み 弄る つまむ 20名（11月12日、ラハイナ東海）

2014年
- パイパンいもうと中出し 2（1月20日、ケー・トライブ）
- ブレインウォッシュ中出し ヘラヘラしてるけどそれ大事だぞ！セックスに慣れきって中出しを軽く考えている女の子に中出しの恐怖と公開セックスの異常さを深く植え付け初心で羞恥心の塊だったあの頃に戻して容赦なく生中出し!（1月23日、michiru）共演:阿部乃みく、川越ゆい、矢口理央、国見あやせ
- 裏芸能事務所 職権乱用セクハラレッスン（1月24日、クリスタル映像）共演:間野はるな、高沢沙耶
- （新）クリトリスの皮を剥いて豆いぢり その2（2月13日、アロマ企画）他出演:吉川いと、大森玲菜、手嶋あおい、大野みちる、有馬ゆり
- 大人しい地味子に中出し 24（2月17日、ケー・トライブ）
- やさしい手コキと丁寧淫語（2月20日、グローリークエスト）他出演:白鳥ゆな、武井麻希、保坂えり、雪本芽衣、渡辺もも、春日野結衣、芹沢つむぎ、初美沙希、乙葉ななせ
- センズリ用 美少女がエロポーズでま○こと尻穴を惜しみ無く広げ見せつけ挑発してくるDVD Part2（2月25日、アロマ企画）他出演:桜咲ひな、大森玲菜、荒木まい、市川とわ
- 絶対服従強制操作（3月6日、V&Rプロダクツ）他出演:乙葉ななせ、白鳥ゆな
- ありえないほどドMな女子大生と援交 まどか20歳（3月16日、テンパラメンタル）
- 猛烈オルガ中毒 7（4月19日、アヴァ）
- 女子校生同士の濃厚変態レズ（4月19日、ゑびすさん）他出演:愛代さやか、日向小夏、木村つな、吉川いと、武藤つぐみ、天音こころ、穂積ゆうり、神田るり、安達柚奈
- 性感開発 乳首エステ（4月29日、ラハイナ東海）他出演:秋菜はるか、富永伊織、水野明奈、生駒はるな、中野翔子、日向小夏、愛代さやか、高木愛美、春山めい
- 敏感な勃起乳首を舐めるレズ 5（5月1日、ゑびすさん）他出演:三井倉菜結、菅野しほ、真木かおり、花穂、新倉あゆみ、松下美香、小林りおん、成宮ひより、木村つな、香椎りおん、日向小夏、百田まゆか、琥珀うた
- 激痺 子宮口直触オナニー 2 〜クスコ 産道 卵巣汁〜（5月13日、ラハイナ東海）他出演:松下美雪、小司あん、香椎りおん、生駒はるな、荒牧しおり
- 自画撮りオマ〇コ指オナニー（5月15日、グローリークエスト）他出演:成宮ルリ、武井麻希、南梨央奈、乙葉ななせ、保坂えり、白鳥ゆな、椿かなり、春日野結衣、高梨あゆみ、玉木ちな、舞咲みくに、初美沙希、さくら悠
- メタリックガールセックス8（5月30日、アキバコム制作部）
- おやすみ前のふたりの時間（6月7日、S-Cute）他出演:みづなれい、上原亜衣、河愛雪乃、小枝ゆづ希、雪本芽衣
- 妄想 恥じらいパンチラ 2（6月13日、アロマ企画）他出演:川越ゆい、椎名みゆ、篠宮ゆり、阿部乃みく、前川りく
- 強制飲尿レズ顔騎（7月18日、V&Rプランニング）他出演:横山夏希、椎名ゆうき、桜瀬奈
- 大変態女 8時間50人30選!!（6月20日、クリスタル映像）他出演:新井エリー、夏川みなみ、日向小夏、HIKARI、春見奈々、春日もな、工藤美沙、沙藤ユリ、江角美樹子、野宮さとみ、染谷由紀、桜ちずる、さくら真子、辺見麻衣、菜摘りか、新山かえで、伊勢谷桂子、杏紅茶々、原田京子、西川りおん、山口真理、水原薫子、須藤百合、相沢恋、篠田彩香、北川瞳、坂下えみり、円城ひとみ、初美沙希、彩城ゆりな、武井麻希、加納綾子、琥珀うた、村上涼子、高沢沙耶、松本まりな、小早川怜子、弓束ちはや、甲斐ミハル、佐伯春菜、峰岸ふじこ、あすか光希、渡辺もも、朝宮涼子、宮田はるみ、山城みずほ、間野はるな、青山真希 ほか
- 狂乱木馬地獄 vol.3（7月25日、 Baby Entertainment ）他出演:涼風ことの、美智子小夜曲、日向小夏、美月りな、三井ほのか、岸杏南、嘉門ゆうか、酒井京香
- ロリ専科 素人ロリ学生ナンパ!! 習い事帰りの大人しそうな女子○○生達をまんまと騙してエロ撮影!!（8月1日、cute）他出演:荒木まい、椎名ゆうき[要出典]
- ペニバンレズ教師（8月22日、クリスタル映像）共演:小早川怜子、朝桐光、横尾咲希、南ゆうな、茜むぎこ